# Alex Goldfarb
Alex Goldfarb (hebrejsky: אלכס גולדפרב, Aleks Goldfarb) je izraelský politik a bývalý poslanec Knesetu za strany Comet, Ji'ud a Atid.

## Biografie
Narodil se 1. června 1947 ve městě Seini v Rumunsku. V roce 1963 přesídlil do Izraele. Sloužil v izraelské armádě, kde působil u výsadkových jednotek. Vystudoval obchodní školu Michlala LeMinhal. Pracoval jako ředitel společnosti. Hovoří hebrejsky, maďarsky a rumunsky.

## Politická dráha
Působil jako člen vnitřního sekretariátu strany Comet a člen jejího finančního odboru. Byl rovněž členem hnutí pro reformu vlády a členem Národního vedení odborového svazu elektrikářů.
V izraelském parlamentu zasedl po volbách v roce 1992, do nichž šel za Comet. Stal se členem výboru pro záležitosti vnitra a životního prostředí, výboru státní kontroly, výboru pro ekonomické záležitosti a výboru pro imigraci a absorpci. Zastával i vládní post, konkrétně šlo o funkci náměstka ministra bydlení a výstavby (1995–1996). Během volebního období odešel z mateřské strany a spoluzakládal novou formaci Ji'ud. Z ní pak také odešel a podílel se na vzniku další politické strany zvané Atid. Ta ovšem ve volbách v roce 1996 nekandidovala. Goldfarb později přešel k Straně práce.